# Landsverk L-185
De Pansarbil L-185 was een Zweeds bepantserd voertuig, ontwikkeld in 1933 door AB Landsverk. Het Zweedse leger heeft het voertuig echter niet gebruikt. In 1934 werd er een aangepast model op een Fordson 4x4 chassis verkocht aan Denemarken. Dit model was 2,5 ton zwaarder dan het originele model. Het model werd ingedeeld bij het Technische Korps van het Deense leger. Ook kreeg het de naam FP-6. Vanwege ernstige motorproblemen in 1937 werd het voertuig als trainingsvoertuig ingezet tot 1939. Een model dat erg op dit model lijkt was de Landsverk L-180.